# Velîke Ladîjîne (Vasîlivka), Poltava
Velîke Ladîjîne (în ucraineană Велике Ладижине) este un sat în comuna Vasîlivka din raionul Poltava, regiunea Poltava, Ucraina.